# Лоренц Каш
Лоренц Каш (нім. Lorenz Kasch; 20 серпня 1914, Гамбург — 17 жовтня 1943, Атлантичний океан) — німецький офіцер-підводник, капітан-лейтенант крігсмаріне.

## Біографія
1 квітня 1933 року вступив на флот. З грудня 1939 року — артилерійський офіцер на рейдері «Атлантіс». В січні 1942 року переданий в розпорядження командування військово-морської станції «Нордзе». В березні-серпні 1942 року пройшов курс підводника, в серпні-листопаді — командирську практику на підводному човні U-107, одночасно з 9 жовтня по 22 листопада 1942 року виконував обов'язки командира U-333, на якому здійснив 1 похід (3-22 жовтня): Каш перейшов з U-107 на борт важко пошкодженого U-333 і керував його поверненням в Францію. З листопада 1942 по січень 1943 року пройшов курс командира човна. З 10 березня 1943 року — командир U-540. 4 жовтня вийшов у свій останній похід. 17 жовтня U-540 був потоплений в Північній Атлантиці південно-східніше мису Фарвель (58°38′ пн. ш. 31°56′ зх. д.) глибинними бомбами двох британських бомбардувальників «Ліберейтор». Всі 55 членів екіпажу загинули.

## Звання
- Кандидат в офіцери (1 квітня 1933)
- Морський кадет (23 вересня 1933)
- Фенріх-цур-зее (1 липня 1934)
- Оберфенріх-цур-зее (1 квітня 1936)
- Лейтенант-цур-зее (1 жовтня 1936)
- Оберлейтенант-цур-зее (1 червня 1938)
- Капітан-лейтенант (1 грудня 1940)

## Нагороди
- Медаль «За вислугу років у Вермахті» 4-го класу (4 роки)